# Haulies
Haulies é uma comuna francesa na região administrativa de Occitânia, no departamento de Gers. Estende-se por uma área de 10,13 km². Em 2010 a comuna tinha 169 habitantes (densidade: 16,7 hab./km²).